# Theodor Puschmann
Theodor Puschmann, född den 4 maj 1844 i Löwenberg, Schlesien, död den 28 september 1899 i Wien, var en österrikisk medicinhistoriker. 
Puschmann studerade i Berlin och Wien, reste som ung i Frankrike och England samt praktiserade i Egypten, senare i München. Ursprungligen hade han tänkt bli psykiater, men hans första arbete, en psykologisk studie över Richard Wagner, fick ett så negativt mottagande, att han i stället för psykiatrin valde medicinens historia som arbetsfält. I detta ämne blev han docent vid Leipzigs universitet 1878. Der utgav han Alexander från Tralles verk efter grekiska handskrifter och med tysk översättning, ett mastodontarbete som väckte stor uppmärksamhet och medförde att han 1879 blev professor i Wien. Där bildade han skola och utgav en mängd arbeten, till exempel Die Medicin in Wien während der letzten 100 Jahre (1883) och Geschichte des medizinischen Unterrichts von den ältesten Zeiten bis zur Gegenwart (1886; engelsk utgåva 1891). Han skrev ytterligare en mängd tidskriftsartiklar (bibliografi i Janus 1889) och en självbiografisk roman Lionie, som han offentliggjorde i Nord und Süd (1896). Han efterlämnade en mycket betydande förmögenhet till medicinsk-historiska ändamål (institutet i Leipzig).